# Lâu đài Waldeck

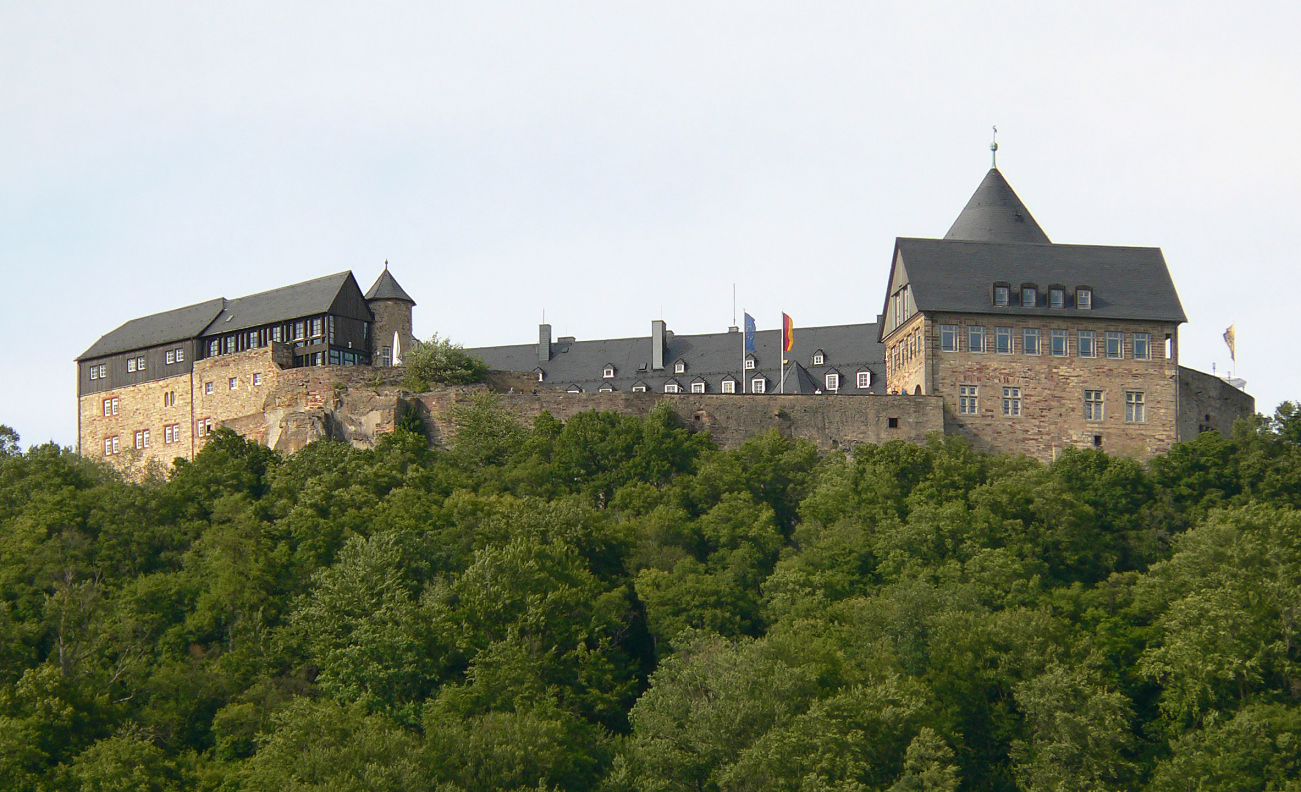
Nhìn từ một chiếc tàu ở Edersee

Lâu đài Waldeck (hay còn gọi là thành trì Waldeck ) là một thành trì được phát triển giống như một lâu đài từ thế kỷ 12 tại thành phố Waldeck thuộc huyện Waldeck-Frankenberg ở Hessen (Đức).

## Vị trí địa lý
Lâu đài Waldeck nằm ở phía bắc của Công viên thiên nhiên Kellerwald-Edersee phía trên bờ phía bắc của Edersee ở rìa phía tây của trung tâm Waldeck. Nó nằm trên một ngọn núi đá dốc đứng, rợp bóng cây, từ trung tâm phố có đường chạy tới.

## Liên kết mạng
1. ↑  "Ferienregion Edersee – Schloss Waldeck". Bản gốc lưu trữ ngày 7 tháng 2 năm 2019. Truy cập ngày 13 tháng 5 năm 2010.